# 武文充
武文充（1928年9月5日—2018年5月1日），也譯作武文茺，越南外交官，曾任越南外交部長助理，越南駐法國、荷蘭、比利時、盧森堡和日本的特命全權大使。

## 生平
武文充1928年9月5日出生於峴港海洲，祖籍順化香龙坊（一說承天順化省香茶市社）。
1945年4月，武文充參加革命。
1960年，武文充擔任越南民主共和国駐法國總代表，後任黎德壽的秘書。武為越南統一做出了貢獻，他提議將法國首都巴黎作為與美國進行和平談判的地點，他本人也是1973年《巴黎和平協約》簽署儀式上的五名越南民主共和國代表團正式成員之一。
武文充在1974年出任首任越南民主共和國駐法國大使，1976年南北越統一後成為首任越南社會主義共和國駐法國大使。在擔任駐法國大使期間，武文充還兼任越南駐荷蘭、比利時、西德、瑞士和盧森堡等國的大使。後來回國後，他還曾被任命爲越法友好協會主席。2015年，法國駐越南大使让·诺埃尔普瓦里埃（Jean-Noël Poirier）授予武文充法國國家功績勳章軍官勳位以表彰他對越法關係做出的巨大貢獻。
擔任越南民主共和國駐法國臨時代理大使期間，武文充與日本進行了關於建立兩國外交關係的談判。1973年9月，他簽署了《關於建立日本與越南民主共和國外交關係的交流函》，並發表關於兩國建交的聯合聲明。2011年，日本授予武文充旭日重光章以表彰他爲日本與越南關係做出的貢獻。
1980年，作為越南外交部長助理，武文充為制定對外經濟改革政策作出了積極貢獻，其中包括兩個主要問題：將經濟運行模式轉向市場經濟，並將越南經濟與世界經濟聯繫起來。
他還曾擔任越南政府在一些非洲國家的特使。1988年至1992年間武文充出任越南駐日本大使。作為越南駐日本大使，武文充為恢復日本對越南的援助做出了貢獻。
1993年，武文充在胡志明市退休。
2018年5月1日，武文充逝世，享壽91歲。

## 榮譽
- 一等獨立勳章（2010年）[11]
- 一等和二等抗戰勳章[5]
- 法國國家功績勳章軍官勳位（2015年）[3]
- 旭日重光章（2011年）[12]
- 70周年党龄纪念章（2016年）[4]

## 家庭
武文充之子武文俊是越南人民軍上將，前越南人民軍副總參謀長。